# 交響的練習曲
 交響的練習曲(独:Sinfonische Etüden)作品13は、ドイツの作曲家ロベルト・シューマンが作曲したピアノのための練習曲。シューマンのピアノ曲を代表するとともに、変奏曲の傑作として広く知られている。友人だったイギリスの作曲家ウィリアム・スタンデール・ベネットに献呈されている。
この曲は、1834年から35年にかけてシューマンと交際関係にあったエルネスティーネ・フォン・フリッケンの父フリッケン男爵の「フルートとピアノのための『主題と変奏』」の旋律を主題としているが、出版に際しては『あるアマチュアの主題による』とだけ表記された。

## 概要
シューマンは1832年6月頃に、指を強化しようとして使用した器具のために指を痛めてしまい、治療を試みたが、11月には完治を諦めたとの手紙を母親に書いている。そして創作活動の主軸をピアノ曲から交響曲に移し、後に未完成となった「交響曲 ト短調」の作曲に力を注いだ。そしてこの年の11月にこの交響曲の第1楽章がツヴィッカウで演奏されたが、結局完成には至らなかった（ツヴィッカウ交響曲）。そして再び創作活動の主軸をピアノ曲に戻した。
1834年から1837年にかけて作曲され、1837年に「12の交響的練習曲 XII Etudes Symphoniques」として出版された際に、主題と12の練習曲（そのうち9曲は主題に基づく変奏曲で、最後の1曲「終曲」はハインリヒ・マルシュナーのオペラ「聖堂騎士とユダヤの女 Der Templer und die Jüdin」の中のロマンス「誇らしきイギリスよ、歓喜せよ Du stolzes England freue dich!」の主題を元とした変奏曲）から構成されたが、1852年の第2版では主題とは関連をもたない第3番と第9番がカットされ、「変奏曲形式による練習曲 Études en forme de variations」のタイトルが付けられた。シューマンの死後の1861年に義父のフリードリヒ・ヴィークにより出版された際には上記の二つのタイトルが併記された。そしてヨハネス・ブラームスの校訂により1890年に出版された第3版では、第1版に加えて、作曲されたものの第1版に入らなかった5曲が「遺作」として加えられた。
現在はほとんどが第1版か第3版のいずれかで演奏されているが、第3版の場合は遺作をどのように配置するかが問題となる。実際、本曲の間に配置する場合もあれば、補遺として最後に演奏する場合もある。
タイトルに「交響的」と付けられているように、オーケストラを思わせる豊かな響きと大きなスケールを持った作品である。
ピョートル・チャイコフスキーは、第11・12曲を管弦楽用に編曲している(1863-64年)。

## 構成
主題と12の練習曲からなる(ここでは「遺作」の5曲を除く)。なお、演奏時間は約30分前後。
主題のモチーフ(C#-G#-E-C#)が、分散したり伴奏にもぐり込むなど全曲に渡って用いられている。
1. Thema - Andante :嬰ハ短調(以下、特記のない限り調性は同様)
2. Etüde I - Un poco più vivo (Variation I)
3. Etüde II - Andante (Variation II)
4. Etüde III - Vivace
5. Etüde IV - Allegro marcato (Variation III)
6. Etüde V - Scherzando (Variation IV)
7. Etüde VI - Agitato (Variation V)
8. Etüde VII - Allegro molto (Variation VI) :ホ長調
9. Etüde VIII - Sempre marcatissimo (Variation VII)
10. Etüde IX - Presto possibile
11. Etüde X - Allegro con energia (Variation VIII)
12. Etüde XI - Andante espressivo (Variation IX) :嬰ト短調
13. Etüde XII (Finale) - Allegro brillante :同主長調の異名同音である変ニ長調に転じる。

### 遺作
以下の変奏はすべて上記の主題による変奏曲。
1. Variation I - Andante, Tempo del tema
2. Variation II - Meno mosso
3. Variation III - Allegro
4. Variation IV - Allegretto
5. Variation V - Moderato :変ニ長調